# Galvani (cratère)
Pour les articles homonymes, voir Galvani.
Galvani est un cratère d'impact lunaire situé au nord-ouest de la face visible de la Lune. Il se trouve au sud-ouest du cratère Xenophanes, au sud des cratères Volta et Regnault qui est en partie inclus dans sa partie occidentale. Étant situé à la limite occidentale de la face visible de la Lune, il est vu à un angle très oblique, ce qui limite le détail qui peut être aperçu. La visibilité de ce cratère est également affectée par la libration de la Lune. Le contour du cratère Galvani est usé et arrondi, avec un cratère se trouvant le long de la paroi intérieure au sud-ouest. Une faille du système "Rimae Repsold" traverse le bord intérieur dans le quart nord-est et bifurque près du point médian pour continuer vers l'ouest-sud-ouest et le sud.
En 1961, l'Union astronomique internationale lui a attribué le nom de Galvani en l'honneur du physicien italien Luigi Galvani.
Par convention, les cratères satellites sont identifiés sur les cartes lunaires en plaçant la lettre sur le côté du point central du cratère qui est le plus proche de Galvani.
| Galvani | Latitude | Longitude | Diamètre |
| ------- | -------- | --------- | -------- |
| B       | 49.5° N  | 89.0° W   | 15 km    |
| D       | 47.8° N  | 88.3° W   | 13 km    |